# After Dark EP
After Dark är den första EP:n av det amerikanska post-hardcore-bandet Scary Kids Scaring Kids. Den släpptes av bandet själva 2003 och nysläpptes på Immortal Records 2005.

## Låtlista
1. "What's Up Now" - 4:46
2. "Bulletproof" - 3:35
3. "Locked In" - 4:39
4. "Sink and Die" - 4:04
5. "Changing Priorities" - 3:01
6. "My Knife, Your Throat" - 6:09